# Любашенко, Олаф
Олаф Любашенко (пол. Olaf Lubaszenko; род. 6 декабря 1968, Вроцлав) — польский кинорежиссёр, актёр театра и кино, продюсер, телеведущий.

## Биография
Олаф Любашенко родился во Вроцлаве в артистичной семье (отец, Эдвард Линде-Любашенко — актёр театра и кино, мать, Ася Ламтюгина — актриса, скульптор и поэтесса). На экране дебютировал в возрасте 14 лет в польском сериале «Жизнь Камиля Куранта» в роли молодого Камиля. В качестве ассистента режиссёра работал с Кшиштофом Кесьлёвским и Анджеем Вайдой. Режиссёрский дебют Олафа Любашенко — приключенческая комедия Sztos (1997) — получил награду сообщества польских кинотеатров «Серебряный билет» как самый посещаемый фильм года. С 2001 года — член Европейской киноакадемии (EFA).

## Фильмография

### Режиссёр
- Sztos (1997)
- Парни не плачут (1999)
- Сокровище секретаря (2000)
- Утро койота (2001)
- Король пригорода (2002)
- E=mc² (2002)
- Есть дело… (2002)
- Пришельцы (2004)
- Парни на выданье (2006—2007)
- Золотая середина (2009)
- Sztos 2 (2012)

### Актёр
- 1982: Жизнь Камиля Куранта − Камиль Курант в молодости (серии 1-3)
- 1984: Три мельницы — Ярогнев (серия 2)
- 1987: Табу − Стефек
- 1987: Маримонтская соната − Рысек Левандовский — главная роль
- 1987: Людоед — солдат
- 1987: Wyrównanie rachunku
- 1987: Лук Эроса − Адам Каровский
- 1987: Бермудский треугольник − мужчина, играющий в покер с Хенриком
- 1987: Без греха − Ярек Калита
- 1988: Футбольный покер − Олек Гром
- 1988—1991: Пограничье в огне − Франек Рельке
- 1988: Короткий фильм о любви − Томек
- 1988: Декалог 6 − Томек
- 1988: Декалог 10 − парень, работающий на почте
- 1989: После падения. Сцены из жизни номенклатуры − Пётр
- 1989: Мартовский миндаль − Томек
- 1989: Чёрное ущелье − Людвик
- 1990: Сейшелы − тип
- 1990: Аморальная история − Марек
- 1990: Корчак − застреленный водитель трамвая
- 1991: Отъезд − ксёндз
- 1991: Кролл − Мартин Кролл
- 1992: Псы − Кшись «Молодой»
- 1992: Дневник, найденный в горбе − 2 роли: молодой Антоний; Янек, сын Антония
- 1993: Список Шиндлера − охранник в Освенциме
- 1993: Край света − литератор Стефан
- 1994: Les Amoureux − Томек
- 1995: Отъезд − ксёндз (3 серия)
- 1995: Подонки (Gnoje) − Гонсёр
- 1995: Ученик дьявола − Рышард
- 1996: Сладко-горький − брат Мата
- 1996: Познань-56 − танкист
- 1996: Экстрадиция-2 − Рафал Кульский
- 1996: Вирус − Юзек Куява
- 1997: Sztos − Метек
- 1997: Киллер − актёр в аэропорту
- 1998: Демоны войны − поручик Чацкий
- 1998: Жена приходит ночью
- 1998: Нужно убить Секала − Юра Баран
- 1999: Первый миллион − ксёндз
- 1999: Операция «Самум» − Косиньский
- 1999: Операция «Коза» − Адам Хорн
- 1999: Дочери счастья − Янек
- 1999: Киллер 2 − камео, как Олаф Любашенко — «тот актёр, который типа режиссёр»
- 1999: Моя Анжелика − Анджей Кулик, командир группы преследования
- 1999: Я, Малиновский − Корыль
- 2000: Первый миллион − ксёндз
- 2000: Эгоисты − Грустный
- 2000: Байленд − помощник Рыделя
- 2000—2001: Переезды − Станислав Щыгел
- 2000: Сокровище секретаря − Зенон Внук
- 2000: Влюблённые − Марек Здзерский, юрист
- 2001: Дамский гардероб − Пётр (серии 6 и 10)
- 2001: Станция − полицейский Завадзкий
- 2001: Лики смерти − Гнецьо Липа
- 2001: Туда и обратно − Невчас
- 2002: Есть дело… − тренер Зенон Внук
- 2002: Стая − Станислав Ольбрыхт
- 2002: Стая: Без пощады − Станислав Ольбрыхт
- 2002: Делай что хочешь, тебе отвечать (Rób swoje, ryzyko jest twoje) − Эмиль Бакс
- 2002: Формула Эйнштейна (E=mc²) − Макс
- 2003: Марсинель − Мартин
- 2005: Дефект − депутат Ежи Кулеша
- 2006: Фальшивомонетчики: возвращение Стаи − Станислав Ольбрыхт
- 2007—2012: Цвета счастья − Роман Пырка
- 2007: Детерминато − инспектор Артур Вейман
- 2009: Меньшее зло − сотрудник госбезопасности
- 2009: Декалог 89+ − почтальон Томаш (часть 2)
- 2009: Золотая середина − клавишник
- с 2010: Блондинка − ксёндз Анджей Блажейчик
- 2010: Уикэнд − Чешский
- 2012: Sztos 2 − Метек
- 2015: Пожарники − Витольд Михаляк, начальник Добровольной Пожарной Охраны
- 2016: Бодо − Франц Кеттлер (серия 3)
- 2020: В лесу сегодня не до сна − полицейский

## Некоторые награды
- 1989 — «Золотая утка» (самая старая польская кинопремия) за 1988 год в категории «Лучший польский актёр»
- 1998 — Награда для лучшего актёра на Кинофестивале в Карловых Варах за роль в фильме Нужно убить Секала
- 1999 — Чешский Лев за главную мужскую роль в фильме Нужно убить Секала
- 1999 — Орёл Польской киноакадемии в категории «Лучшая мужская роль» за фильм Нужно убить Секала